# Marc Fumaroli
Marc Fumaroli (Marsella, 10 de juny de 1932 - París, 24 de juny de 2020) va ser un historiador, humanista, crític literari, assagista i professor universitari francès.

## Trajectòria
Nascut a París, en el sí d'una família corsa, va créixer a Fes, al Marroc, on el seu pare, Jean, era funcionari i la seva mare, mestra, que fou qui li ensenya a llegir i escriure i que li comunica aquest amor cap al llibre que ha de circumscriure per sempre el seu univers.
Doctorat en lletres per la Universitat de París-IV Sorbonne, fou membre de l'Acadèmia Francesa i professor emèrit de Collège de France, va participar en la creació el 1977 a Zúric, Suïssa, de la Societat Internacional per a la Història de la Retòrica i va ser membre de comitè de redacció de la revista intel·lectual francesa Commentaire, fundada el 1978 pel filòsof, sociòleg i politòleg francès Raymond Aron. A més d'ensenyar a la universitat de la Sorbona a París, a partir del 1978, va ser professor visitant d'universitats estrangeres de gran prestigi com la Universitat d'Oxford, la Universitat de Princeton i la Universitat de Chicago.
Marc Fumaroli va dedicar gran part de la seva carrera a l'estudi de la retòrica i de la literatura francesa. Va ser un gran defensor dels autors clàssics i un fustigador de la idea de la democratització de la cultura. Erudit i orgullosament conservador, per elitista, va crear polèmica a França amb la publicació el 1991 del seu assaig El estado cultural: ensayo sobre una religión moderna, una indagació històrica sobre les arrels de la moderna política cultural francesa que va ser considerada un atac frontal a la política cultural de president François Mitterrand, on va denunciar «els nefastos resultats d'una política cultural invasiva i ideologitzant» i com l'Estat francès va convertir la cultura en un gran entreteniment.
L'editorial Acantilado ha publicat diversos dels seus assajos: La abejas y las arañas: la querella de los Antiguos y los Modernos, París-Nueva York-París, on condensà bona part del seu pensament crític fent un viatge pel món de les arts i les imatges des de l'antiguitat grecoromana fins a l'actualitat, La diplomacia del ingenio: de Montaigne a La Fontaine, La República de las letras i Cuando Europa hablaba francés. Una de les seves darreres obres, publicada el 2019, fou Tiempo, tribulación, mudanza.
Fou membre de nombroses societats apreses franceses i estrangeres, membre corresponent de l'Acadèmia Britànica, membre de l'Acadèmia Americana de Ciències, Lletres i Arts, membre de la Societat Filosòfica Americana de Filadèlfia, membre de l'Accademia dei Lincei des de 1997, i president de la Société d'histoire littéraire de la France.

## Reconeixements
Comandant de la Legió d'Honor i Acadèmic de la Llengua Francesa des de 1995, també va ser nomenat doctor honoris causa per la Universitat de Nàpols (1994), la Universitat de Bolonya (1999), la Universitat de Gènova (2004) i la Universitat Complutense de Madrid (2005).